# Tobías Bolaños
Tobías Bolaños (* Heredia, 2 novembre 1892 – † San José, 19 octobre 1953) fut le premier aviateur diplômé du Costa Rica. Il étudia l'aviation en France et se rangea sous le drapeau français lors de la Première Guerre mondiale. Reconnu en diverses occasions, il fut le premier costaricien à voler au pays le 19 décembre 1929.

## Biographie

### Enfance et adolescence
Tobías Bolaños est né le 2 novembre 1892 à Santo Domingo d'Heredia, au Costa Rica.  
Ses parents étaient Francisco Bolaños et Luisa Palma, des paysans. Il était le deuxième de dix fils. Ses parents voulurent que leurs enfants soient scolarisés, raison pour laquelle Tobías fut élève à l'École de Santo Domingo.
Il se fit remarquer et obtint une bourse pour étudier au Lycée du Costa Rica.

## Débuts de l'Aviation au Costa Rica
Son enfance et adolescence se passèrent normalement à Heredia.  En 1912, il fut attiré par le pilote américain Jesse Seligman, qui vint donner un spectacle aérien dans le pays. L'année suivante arriva au Costa Rica le célèbre aviateur français Marius Tercé. Tobías, qui souhaitait en apprendre plus sur l'aviation, discuta avec Tercé qui lui offrit de le rejoindre en France. Tobías demanda alors à terminer ses études de manière anticipée. 
Le 18 septembre 1914, Tobías se rendit à Paris où le pilote français ne le reçut pas finalement comme prévu. Tobías Bolaños obtint une aide de l'Ambassade du Costa Rica qui lui permit de devenir mécanicien. Au début de l'année 1915, Tobías entra dans l'armée française. Il fut blessé à un bras par une balle qui pénétra son avion. Lors de sa convalescence, son courage et son mérite lui valurent d'être accepté à l'école d'aviation militaire de Pont-Long à Pau, dans le sud sud de la France, où Tobías essaya des prototypes d'avions. Le 16 août 1915, quinze jours avant sa promotion comme pilote, il souffrit d'un accident sur un avion du type Morane. Sa jambe droite fut amputée, et il resta encore un temps à l'école d'aviation où il continua à travailler et piloter.

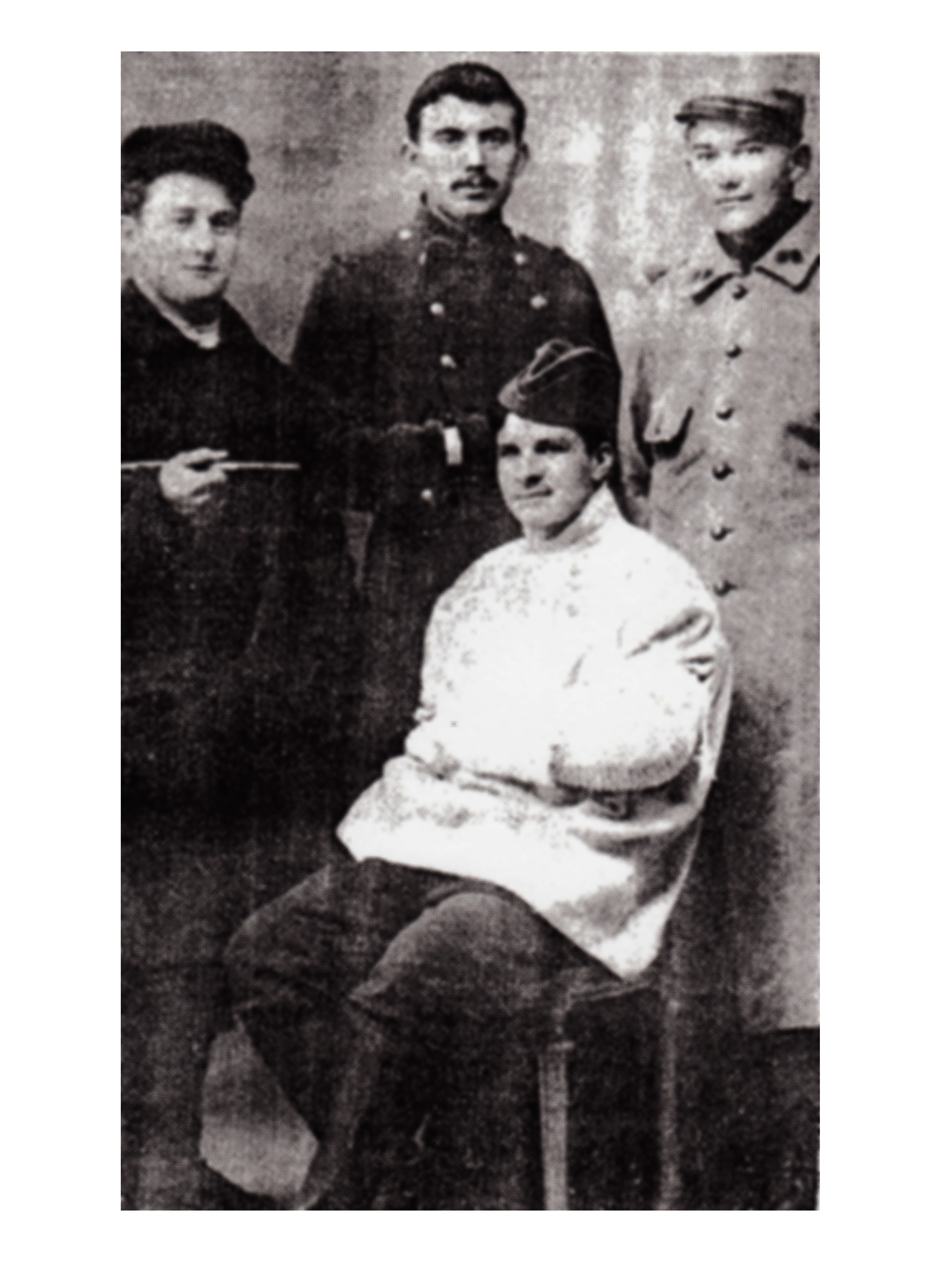
Tobías Bolaños avec des collègues de l'Armée Française

Il rentra au Costa Rica avant la fin de la guerre, le 26 mai 1917, avec plusieurs reconnaissances officielles et une retraite du gouvernement français, outre une jambe de bois. Lors de ses premiers jours dans le pays, Tobías retrouva Anita Azofeifa, sa fiancée qu'il avait laissée pour aller en France, et se maria définitivement avec elle. Cette même année, le Général José Joaquín Tinoco Granados lui attribua une position honoraire dans la milice costaricienne. Tobías se dirigea ensuite vers la Zone du Canal de Panama où il travailla comme pilote pour une entreprise Nord-américaine.

## Premier Pilote du Costa Rica
En 1929, le gouvernement Mexicain remit au gouvernement Costaricien un avion du type Avro (fabriqué en bois), qu'on apella Juan Santamaría en honneur du héros national de 1856. Cleto González Víquez, président du Costa Rica, décida de le présenter au public. Il demanda à Tobías Bolaños de piloter l'avion le 19 décembre et Tobías accepta.
En 1936, Tobías Bolaños fut embauché au Mexique comme aviateur professionnel pour travailler avec des compagnies aériennes de ce pays, il travailla aussi au Guatemala où la presse de ce pays le catalogua comme un as de l'aviation costaricienne et française.

## Contributions
Tobías Bolaños fut le premier aviateur costaricien, ainsi que le premier instructeur d'aviation au Costa Rica malgré les difficultés auxquelles il fit face pour réaliser son rêve de voler.
Le souvenir de sa mémoire comme premier pilote diplômé du Costa Rica, ses anecdotes de guerre et la stimulation donnée aux futurs pilotes costariciens reflétèrent sa détermination, service et patriotisme qui lui valurent une place d'honneur dans l'histoire de l'aviation du pays et de l'Amérique Latine.

## Reconnaissance
Le 8 octobre 1972, la Loi 5109 donna comme nom à l'Aéroport de l'ouest de la capitale et principal aéroport pour vols internes : Aéroport Tobías-Bolaños de San José.